# Herbert Blank
Herbert Gustav Adolf Blank (geboren 14. Dezember 1899 in Frankfurt am Main; gestorben 7. Januar 1958 in Hamburg) war ein deutscher politischer Schriftsteller. Er schrieb auch unter den Pseudonymen Bert Branden, Karsthans, Weigand von Miltenberg, Jäcklin Rohrbach und Adolf Tiefenbach.

## Leben
Herbert Blank wuchs in Berlin auf und wurde 1917 als Oberprimaner Soldat im Ersten Weltkrieg. Nach Kriegsende schloss er sich 1919 dem Freikorps Reinhard an. Er machte eine kaufmännische Lehre und arbeitete als Angestellter. 1924 wurde er Parteisekretär der Deutschvölkischen Freiheitspartei (DVFP) in Mecklenburg und 1925 in Berlin Redakteur in deren Parteiorgan Das deutsche Tageblatt. Er wechselte 1926 zum Kampf-Verlag der Brüder Gregor Strasser und Otto Strasser und wurde 1928 Nachfolger von Joseph Goebbels als Chefredakteur der „Nationalsozialistischen Briefe“. Zum 20. Januar 1927 war er der NSDAP beigetreten (Mitgliedsnummer 55.272). Er war „linker“ Nationalsozialist und war zusammen mit Otto Strasser, Eugen Mossakowsky, Bruno Ernst Buchrucker, Richard Schapke im Juli 1930 an der Gründung „Kampfgemeinschaft revolutionärer Nationalsozialisten“ (KGRNS) beteiligt. Diese fusionierte mit dem Tat-Kreis und dem Wehrwolf zur nationalbolschewistischen Kleinpartei „Schwarze Front“. Aus der NSDAP wurde er zur gleichen Zeit für immer ausgeschlossen.
Nach der Machtergreifung der Nationalsozialisten standen seine Schriften auf der schwarzen Liste des Bibliothekars Wolfgang Herrmann, der die Bücherverbrennungen organisierte, darunter auch die unter dem Pseudonym Weigand von Miltenberg erschienene ironische Schrift Adolf Hitler, Wilhelm der Dritte. Blank wurde im Rahmen einer Polizeiaktion gegen die KGRNS im Juni 1933 im Columbia-Haus inhaftiert und erst Anfang September 1933 aus der sogenannten Schutzhaft entlassen.
Blank arbeitete nun für den nationalsozialistischen Reichskulturwalter Hans Hinkel und bearbeitete Dossiers zur Kontrolle und Zensur des 1933 zwangsweise gegründeten Kulturbunds Deutscher Juden. 1934 veröffentlichte er unter dem Pseudonym Adolf Tiefenbach einen SS-Roman mit einem Vorwort Hinkels. Dann wurde er im Februar 1935 erneut verhaftet und im Oktober 1935 vom 2. Senat des Volksgerichtshofs wegen angeblichen Hochverrats zu vier Jahren Zuchthaus verurteilt. Die Haft verbüßte er zeitweise im KZ Sachsenhausen. Während seiner Haft erhielt er im Sommer 1937 einen Auftrag der Gestapo zu einem Dossier über die Schwarze Front und 1939 einen Forschungsauftrag aus der SS über Quellen zu Hexenprozessen. Trotzdem blieb er nach den vier Jahren weiterhin in Haft, nun bis 1945 im KZ Ravensbrück.
Nach der Befreiung durch die Alliierten fand Blank als politisch Verfolgter eine Anstellung als Rundfunkjournalist beim von der britischen Besatzungsmacht kontrollierten Funkhaus Hamburg. Als Adolf Grimme 1948 beim NWDR Generaldirektor wurde, ernannte dieser Blank am 2. Februar 1949 zum kommissarischen Intendanten. Grimme und Blank kannten sich aus gemeinsamer Haft, und Grimme setzte entgegen Kurt Hillers vehementer öffentlicher Kritik darauf, dass der Nationalsozialist Blank sich geändert habe. Im Mai 1949 sprachen die Rundfunkmitarbeiter auf einer Betriebsversammlung Blank wegen seines Führungsstils ihr Misstrauen aus, doch Grimme hielt an Blank so lange fest, bis dieser selbst sich Ende des Jahres mit der Äußerung, dass der Sender kommunistisch durchsetzt sei, bei Grimme unmöglich machte. Er wurde im Januar 1950 vom NWDR fristlos entlassen und erstritt sich beim Arbeitsgericht lediglich noch eine Abfindung. Eine Wiedergutmachung als NS-Opfer erhielt er wegen seiner NSDAP-Mitgliedschaft nicht. Blank arbeitete danach wieder als freier Journalist.

## Schriften
- Weichensteller Mensch: Ideen und Männer der Geschichte. Berlin-Lehnitz: Kampf-Verlag, 1928
- Bert Branden: Achtung! Hier Deutschland! der Roman der Zeit. Berlin: Kampf-Verlag, 1930
- Karsthans: Die Bauern marschieren. Erzählung. Oldenburg: Gerh. Stalling, 1931. Neuauflage 1935 unter dem Titel Gott, Reich und Brot.
- Weigand von Miltenberg: Adolf Hitler, Wilhelm der Dritte. Berlin: E. Rowohlt, 1931
- Karsthans: Die Weinsberger Ostern. Oldenburg: Gerh. Stalling, 1932
- Preußische Offiziere. Oldenburg: Gerh. Stalling, 1932
- Soldaten: Preussisches Führertum von Waterloo bis Ypern ; Idee, Geschichte und Gestalt des Offiziers. Oldenburg: Gerh. Stalling, 1932
- Weigand von Miltenberg: Schleicher, Hitler? – Cromwell! Der Rhythmus in der Geschichte. Vorwort Otto Strasser. Leipzig: W. R. Lindner, 1932
  - Der Rhythmus in der Geschichte. Nachwort Wolfgang Jenne. München: Verl. Dt. Freiheit, 1965
- Adolf Tiefenbach: Wallenstein: ein deutscher Staatsmann. Oldenburg: Gerh. Stalling, 1932
- Preußische Anekdoten. Oldenburg: Gerh. Stalling, 1933
- Adolf Tiefenbach: S.S.: Ein Roman. Vorwort Hans Hinkel. Oldenburg: Gerh. Stalling, 1934
- Kommandohaus Kanter. Vorwort Hans Hinkel. Oldenburg: Gerh. Stalling, 1934
- Hermann Löns. Oldenburg: Gerh. Stalling, 1934
- Otto von Bismarck. Köln: Schaffstein, 1934
- Konservativ. Hamburg: Dulk, 1953
- (Hrsg.): Unter dem schwarzen Adler: Preussische Berichte und Anekdoten. Hamburg: Holsten, 1957
- Weltmacht Fett: Die Geschichte einer Erfindung. München: Bruckmann, 1957